# Бони и Клайд (филм)
Вижте пояснителната страница за други значения на Бони и Клайд.
„Бони и Клайд“ (на английски: Bonnie and Clyde) е американски игрален филм – криминална драма, излязъл по екраните през 1967 година, режисиран от Артър Пен с участието на Уорън Бейти и Фей Дънауей в главните роли. Сценарият, написан от Дейвид Нюман и Робърт Бентън, е базиран на живота на действителните лица Бони Паркър и Клайд Бароу.

## Сюжет
Произведението показва криминалните приключения на любовната двойка Бони и Клайд, действително съществували през времето на Голямата депресия в САЩ през 1930-те години. Разчупвайки много табута в кино-индустрията, филмът придобива култов статус, превръщайки се в еталон за настъпващата нова ера в Холивуд.

## В ролите
| Актьор        | Роля                        |
| ------------- | --------------------------- |
| Уорън Бейти   | Клайд Бароу                 |
| Фей Дънауей   | Бони Паркър                 |
| Майкъл Полард | Си Ви Мос                   |
| Джийн Хекман  | Бък Бароу, брат на Клайд    |
| Естел Парсънс | Бланш Бароу, съпруга на Бък |
| Денвър Пайл   | Франк Хамър                 |
| Дъб Тейлър    | Иван Мос, баща на Си Ви Мос |
| Джийн Уайлдър | Юджийн Гризард              |
| Еванс Еванс   | Велма Дейвис                |
| Мейбъл Кавит  | г-жа Паркър                 |

## Награди и Номинации
„Бони и Клайд“ е сред основните заглавия на 40-ата церемония по връчване на наградите „Оскар“, където е номиниран за отличието в цели 10 категории, печелейки 2 статуетки: за най-добра кинематография (операторско майсторство) и най-добра поддържаща женска роля за изпълнението на Естел Парсънс.
Филмът е поставен от Американския филмов институт в някои категории както следва:
- АФИ 100 години... 100 филма – #27
- АФИ 10-те топ 10 – #5 Гангстерски
- АФИ 100 години... 100 трилъра – #13
- АФИ 100 години... 100 герои и злодеи – Бони и Клайд – злодеи #32
- АФИ 100 години... 100 филма (10-о юбилейно издание) – #42

- През 1992 година, филмът е избран като културно наследство за опазване в Националния филмов регистър към Библиотеката на Конгреса на САЩ.[2]

## Любопитно
Произведението „Убийци по рождение“ (1994) на режисьора Оливър Стоун, по идея на Куентин Тарантино, до голяма степен е вдъхновено от филма „Бони и Клайд“, представяйки съвременна трактовка за двамата герои под други имена.